# В защиту прав женщин
В защиту прав женщин (англ. A Vindication of the Rights of Woman: with Strictures on Political and Moral Subjects 1792) — самая известная книга британской феминистки XVIII века Мэри Уолстонкрафт, являющаяся одной из самых ранних работ феминистской философии. В ней Уолстонкрафт вступает в полемику с теоретиками образования и политики XVIII века, которые считали, что женщины не должны получать образование. Она утверждает, что женщины должны иметь образование, соизмеримое с их положением в обществе, утверждая, что они имеют важное значение для нации, так как воспитывают детей, и поэтому могут быть «товарищами» для своих мужей, а не просто жёнами. Вместо того чтобы рассматривать женщин в качестве украшения общества или имущества, которым можно торговать в виде выдачи замуж, Уолстонкрафт утверждает, что они являются человеческими существами, заслуживающими те же основные права, что и мужчины.
Уолстонкрафт решила написать «В защиту прав женщин» после прочтения доклада Шарля Мориса де Талейран-Перигора 1791 года для французского Национального собрания, в котором говорится, что женщины должны получать только домашнее образование; она использовала свои комментарии к этому конкретному событию для того чтобы начать широкую критику двойных стандартов в отношении полов и обвинять мужчин за поощрение точки зрения о том, что женщины чрезмерно предаются эмоциям. Уолстонкрафт написала свой труд поспешно, для того чтобы непосредственно реагировать на происходящие события; она была намерена написать более вдумчивый второй том, но умерла до его завершения.
Хотя Уолстонкрафт делает призыв к равенству между мужчинами и женщинами в определённых областях жизни, таких как мораль, она не утверждает явно, что мужчины и женщины равны. Её неоднозначные заявления в отношении равенства полов сделали трудным определение Уолстонкрафт как феминистки в современном смысле этого слова, в частности потому, что это слово и понятие были недоступны для неё. Хотя сейчас принято считать, что книга «В защиту прав женщин» была встречена неблагоприятно, это современное заблуждение основано на убеждении, что Уолстонкрафт критиковали на протяжении всей её жизни, как продолжали критиковать после выхода в свет книги Уильяма Годвина «Воспоминания автора „В защиту прав женщин“» (1798). Книга на самом деле была хорошо принята, когда была впервые опубликована в 1792 году. Один из биографов назвал её «пожалуй, самой оригинальной книгой века [Уолстонкрафт]».